# Arcangeline Fouodji
Arcangeline Fouodji Sonkbou, née le 26 août 1987 à Mbouda, est une haltérophile camerounaise.

## Carrière
Aux Jeux olympiques d'été de 2016, elle termine quatorzième dans la catégorie des moins de 69 kg.
Au niveau continental, elle remporte l'or aux Championnats d'Afrique d'haltérophilie 2016 dans la catégorie des moins de 69 kg.